# Гетерогенная нуклеация
Гетерогенная нуклеация — нуклеация в гетерогенных системах.
Нуклеация — это первая по времени наступления стадия фазового перехода. На ней образуется основное число устойчиво растущих капель новой, стабильной фазы. Нуклеация бывает двух типов гомогенная (протекающая по гомогенному механизму) и гетерогенная.
Наибольший интерес представляет стадия нуклеации в гетерогенных системах, таких как пересыщенный пар и присутствующие в его объёме инородные частицы. Именно на этих частицах (гетерогенных центрах) начинают зарождаться капли. В качестве гетерогенных центров могут выступать кристаллы морских солей, ионы, пылинки, частички сажи и т. п. Инородные частицы обладают различными свойствами. Частица может быть заряженной или нейтральной, полностью или частично растворяться в конденсирующемся на ней водяном паре, поверхность нерастворимого гетерогенного центра может являться полностью или частично смачиваемой. Наконец, критический размер капли при нуклеации на смачиваемых центрах может определяться тонкой или толстой жидкой плёнкой. От этих, заранее неизвестных параметров, существенным образом зависят характеристики процесса нуклеации, такие как число образующихся капель, их средний размер, время продолжительности стадии. Несмотря на многообразие свойств и размеров гетерогенных центров, построение количественной теории гетерогенной нуклеации возможно.
Основным в термодинамике гетерогенной нуклеации является нахождение работы образования капли или химического потенциала конденсата (вещества, конденсирующегося в капле из пара) в капле. Знание работы образования капли или химического потенциала конденсата как функции от числа молекул конденсата позволяет вычислить все важные для кинетики нуклеации термодинамические характеристики. Одной из таких характеристик является пороговое значение химического потенциала. При значениях химического потенциала больше порогового все присутствующие в паре инородные частицы становятся центрами необратимо растущих капель. Значение порогового химического потенциала является функцией параметров вещества гетерогенного центра.
Так, например, наличие заряда у частицы уменьшает значение порогового химического потенциала пара по сравнению с конденсацией на незаряженных смачиваемых центрах. При увеличении размера частицы критический размер капли при нуклеации на смачиваемых центрах определяется более толстыми плёнками. В случае частично смачиваемой поверхности гетерогенного центра поиск аналитического выражения для порогового значения химического потенциала затруднителен, но численные оценки для каждого конкретного случая возможны.